# Ерік Гудбрансон
Ерік Гудбрансон (англ. Erik Gudbranson; нар. 7 січня 1992, м. Оттава, Канада) — канадський хокеїст, захисник. Виступає за «Флорида Пантерс» у Національній хокейній лізі.
Виступав за «Кінгстон Фронтенакс» (ОХЛ), «Флорида Пантерс».
В чемпіонатах НХЛ — 54 матчі (2+4).
У складі молодіжної збірної Канади учасник чемпіонату світу 2011. У складі юніорської збірної Канади учасник чемпіонатів світу 2009 і 2010.
Досягнення
- Срібний призер молодіжного чемпіонату світу (2011).